# St. Stephani (Meine)

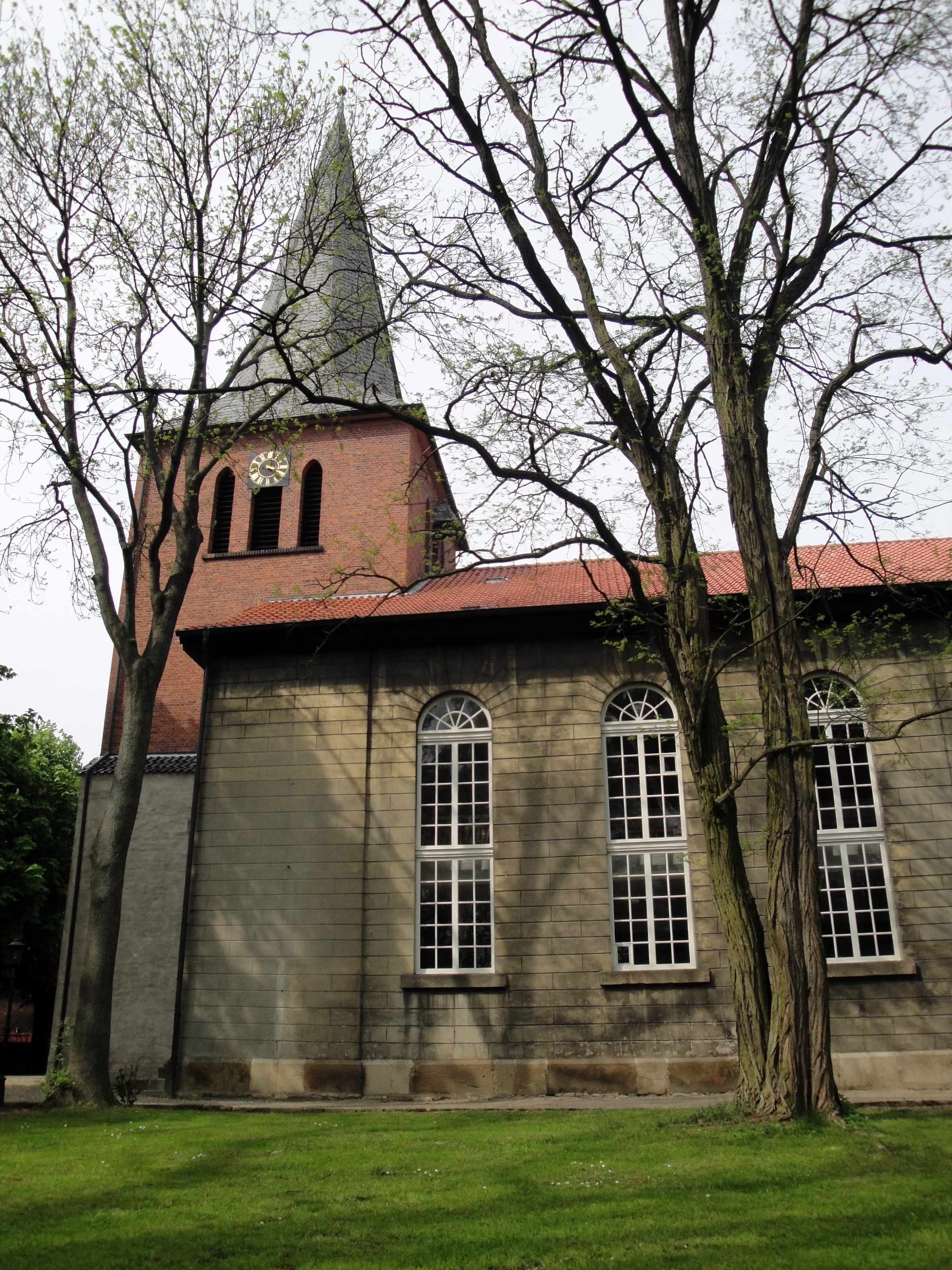
St. Stephani

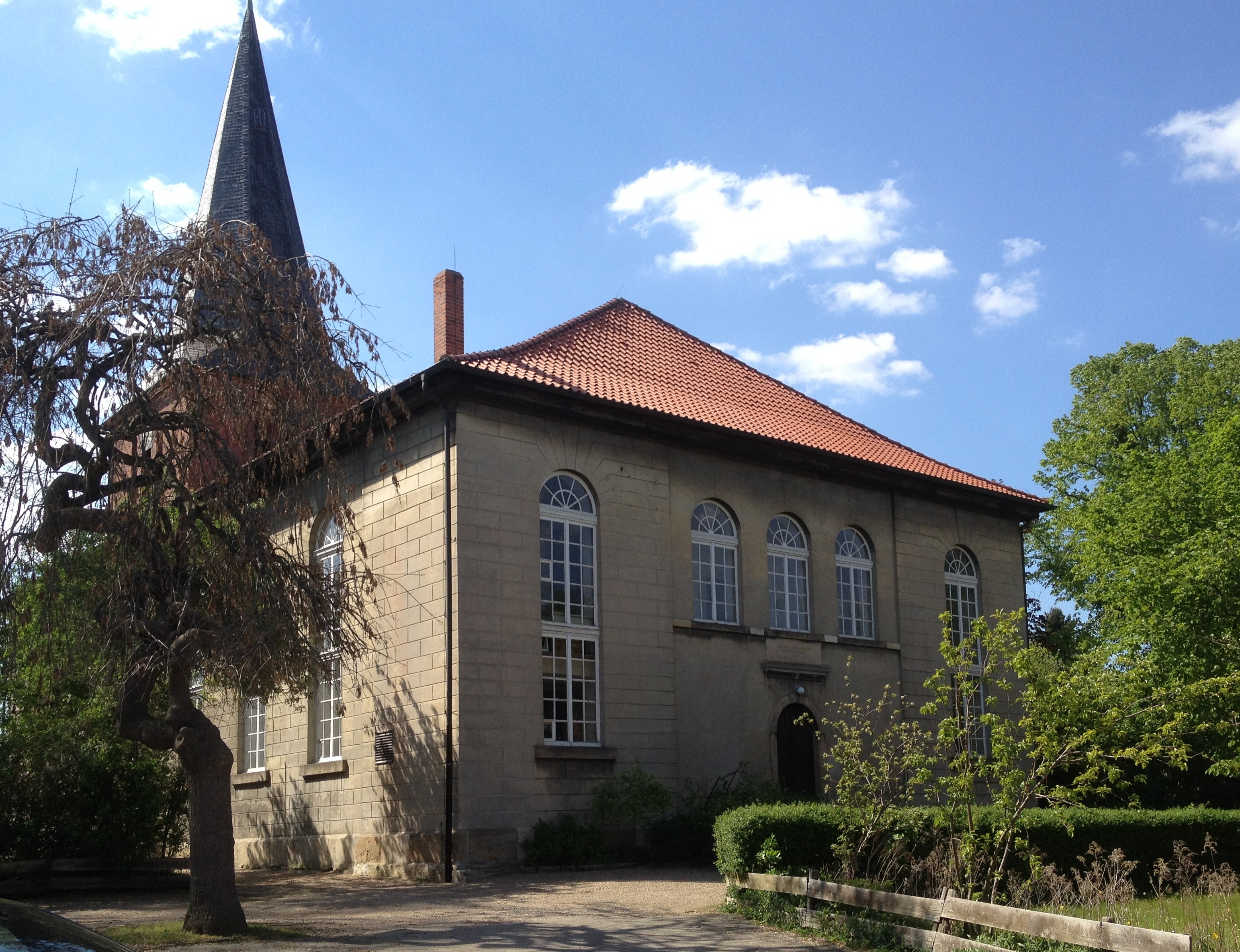
Ansicht von Osten

Die evangelisch-lutherische denkmalgeschützte Kirche St. Stephani steht in Meine, einer Gemeinde im Landkreis Gifhorn in Niedersachsen. Die Kirchengemeinde gehört zum Kirchenkreis Gifhorn im Sprengel Lüneburg der Evangelisch-lutherischen Landeskirche Hannover.

## Geschichte
Die Meiner Kirche war im Mittelalter Sitz eines Halberstädter Archidiakonats, das die Osthälfte des Papenteich umfasste. Das Stephanus-Patrozinium wurde ihr und zahlreichen anderen Stephanuskirchen im einstigen Bistum Halberstadt vielleicht bei der Gründung vom Missionsbischof Hildegrim († 827) gegeben, der vorher Bischof an der Stephanus-Kathedrale in Châlons gewesen war.

## Beschreibung
Die breite klassizistische Saalkirche mit sechs Achsen wurde 1854/55 nach einem Entwurf von Ludwig Hellner gebaut. Sie wurde am 18. November 1855 eingeweiht. Vom Vorgängerbau wurden die unteren Geschosse des 1458 errichteten quadratischen Kirchturms aus verputzten Bruchsteinen beibehalten. Die oberen Geschosse aus Backsteinen, ebenso wie der schiefergedeckte viereckige Ansatz und der achtseitige spitze Helm, an dem nach Osten eine Schlagglocke an einem Kragträger hängt, wurden erst 1870/71 aufgesetzt. Nach Süden, Westen und Norden befinden sich Zifferblätter der Turmuhr. Im Glockenstuhl hinter den Klangarkaden hängen zwei Kirchenglocken, die ältere wurde 1502 von Gerhard van Wou gegossen, die jüngere 1990 von der Glockengießerei Bachert. Das flache Satteldach aus Dachziegeln des Kirchenschiffs ist im Osten mit abgewalmt. Die Ecken der Längswände und die der Ostwand des Kirchenschiffs sind durch Lisenen gegliedert. Alle Außenwände tragen bis auf die Bogenfenster Quaderputz. In der Ostwand befindet sich der Eingang zur Sakristei, darüber sind drei kleinere Bogenfenster. Das Portal ist im Turm.
Der Innenraum hat U-förmige, zweigeschossige Emporen, deren Stützen bis zum Spiegelgewölbe des Mittelteils reichen. Über den Emporen befinden sich Flachdecken. Der klassizistische Kanzelaltar ist durch vier Pilaster mit korinthischen Kapitellen gegliedert. Auf der westlichen Empore über dem Eingang ins Kirchenschiff wurde 1857 die Orgel mit 21 Registern, verteilt auf 2 Manuale und ein Pedal, von Philipp Furtwängler & Söhne gebaut. 1947 wurde die Disposition geändert, 1971 und 1992 wurde sie von den Gebrüdern Hillebrand restauriert. 2016 wurde sie erneut von der Orgelbau Waltershausen restauriert.